# Futsal nos Jogos Sul-Americanos de 2010
O torneio de futsal nos Jogos Sul-Americanos de 2010 ocorreu entre 20 e 26 de março no Coliseo Unidad Deportiva Tulio Ospina Bello, em Bello. Foi disputado um evento masculino com sete equipes.

## Calendário
| Março  | 17 | 18 | 19 | 20 | 21 | 22 | 23 | 24 | 25 | 26 | 27 | 28 | 29 | 30 | T |
| ------ | -- | -- | -- | -- | -- | -- | -- | -- | -- | -- | -- | -- | -- | -- | - |
| Futsal |    |    |    |    |    |    |    |    |    | 1  |    |    |    |    | 1 |

## Medalhistas
| Evento    | Ouro | Prata | Bronze |
| Masculino | Franklin Bueres Júnior João Batista Carvalho Rafael de Lira Gabriel Dias Francisco Gonçalves de Paula Danilo Kruger Ari Santos Paulo Henrique Santos André Siqueira Vinícius Teixeira Lenísio Teixeira Júnior Alessandro Vieira BRA Brasil | Raúl Arieta Damián Batista Santiago Blankeider Ignacio Buggiano Sebastián Castro Richard Catardo Juan Ignacio Custodio Pablo Ferragut Pablo Lanza Juan Pablo Montans Jorge Rodríguez Ignacio Salgues URU Uruguai | Jorge Abril García Angellott Caro Garces Jorge Cuervo Cardona Jhon Duque González Juan Echeverri Tangarife Camilo Gómez Vanegas Juan Lozano Useche Andrés Murillo Valencia Juan Ramírez Clavijo Andrés Reyes Julio Carlos Sarmiento Chaparro Johan Vivares Tejada COL Colômbia |

## Regulamento
As sete equipes inscritas foram divididas na primeira fase em dois grupos, um com três e outro com quatro equipes. Os dois primeiros colocados de cada grupo avançaram as semifinais e os demais colocados no grupo disputaram um triangular para definir o quinto colocado na classificação final. Os vencedores das semifinais disputaram a medalha de ouro e os perdedores a medalha de bronze.

## Resultados

### Primeira fase
|  | Equipes classificadas à semifinal           |
|  | Equipes classificadas à disputa de 5º lugar |

| Equipe    | Pts | J | V | E | D | GF | GC | SG  |
| --------- | --- | - | - | - | - | -- | -- | --- |
| Argentina | 6   | 2 | 2 | 0 | 0 | 12 | 5  | +7  |
| Colômbia  | 3   | 2 | 1 | 0 | 1 | 12 | 6  | +6  |
| Chile     | 0   | 2 | 0 | 0 | 2 | 4  | 17 | -13 |

| Horário     | Jogo      | Jogo | Jogo      |
| ----------- | --------- | ---- | --------- |
| 20 de março |           |      |           |
| 18:00       | Argentina | 8–2  | Chile     |
| 21 de março |           |      |           |
| 20:00       | Colômbia  | 9–2  | Chile     |
| 22 de março |           |      |           |
| 20:00       | Colômbia  | 3–4  | Argentina |

| Equipe  | Pts | J | V | E | D | GF | GC | SG  |
| ------- | --- | - | - | - | - | -- | -- | --- |
| Brasil  | 9   | 3 | 3 | 0 | 0 | 20 | 0  | +20 |
| Uruguai | 4   | 3 | 1 | 1 | 1 | 13 | 12 | +1  |
| Equador | 4   | 3 | 1 | 1 | 1 | 9  | 15 | -6  |
| Bolívia | 0   | 3 | 0 | 0 | 3 | 7  | 22 | -15 |

| Horário     | Jogo    | Jogo | Jogo    |
| ----------- | ------- | ---- | ------- |
| 20 de março |         |      |         |
| 12:30       | Brasil  | 6–0  | Bolívia |
| 16:00       | Uruguai | 3–3  | Equador |
| 21 de março |         |      |         |
| 16:00       | Bolívia | 3–10 | Uruguai |
| 18:00       | Brasil  | 8–0  | Equador |
| 22 de março |         |      |         |
| 14:00       | Brasil  | 6–0  | Uruguai |
| 16:00       | Equador | 6–4  | Bolívia |

### Fase final
| Horário                                 | Jogo    | Jogo | Jogo    |
| --------------------------------------- | ------- | ---- | ------- |
| Classificação 5º–7º lugar - 24 de março |         |      |         |
| 12:00                                   | Chile   | 4–12 | Bolívia |
| Classificação 5º–7º lugar - 25 de março |         |      |         |
| 18:00                                   | Chile   | 0–5  | Equador |
| Classificação 5º–7º lugar - 26 de março |         |      |         |
| 11:00                                   | Equador | 2–4  | Bolívia |

| Horário                           | Jogo      | Jogo | Jogo      |
| --------------------------------- | --------- | ---- | --------- |
| Semifinais - 24 de março          |           |      |           |
| 14:00                             | Brasil    | 6–2  | Colômbia  |
| 16:00                             | Argentina | 3–7  | Uruguai   |
| Disputa pelo bronze - 26 de março |           |      |           |
| 13:00                             | Colômbia  | 3–0  | Argentina |
| Final - 26 de março               |           |      |           |
| 15:00                             | Brasil    | 6–0  | Uruguai   |

## Classificação final
| Pos. | Equipe        |
| ---- | ------------- |
|      | BRA Brasil    |
|      | URU Uruguai   |
|      | COL Colômbia  |
| 4    | ARG Argentina |
| 5    | BOL Bolívia   |
| 6    | ECU Equador   |
| 7    | CHI Chile     |